# Echinopepon wrightii
Echinopepon wrightii là một loài thực vật có hoa trong họ Cucurbitaceae. Loài này được (A.Gray) S.Watson mô tả khoa học đầu tiên năm 1887.